# Zbojníci (seriál)
Zbojníci (v anglickém originále Help! I'm a Teenage Outlaw) je britský televizní seriál premiérově vysílaný v letech 2004–2006. Natáčení probíhalo v Česku na Švihově a dalších hradech. Autorem hudby  se stal hudebník Michal Pavlíček.

## Hlavní postavy

### Nick
Šéf tlupy zbojníků. Našel na půdě deník svého dědečka svižného Nicka. Chrání vesničany, zkouší vynálezy Mudrce a hlavně okrádá sira Johna. Miluje lady Devroex.

### Mudrc
Vynálezce, kterému se vynálezy nedaří. V jednom díle (Strašlivá muka) se stane dokonce vynálezem sira Johna. Ale většinou mu jen škodí. 

### Deedee/lady Devroex
Neteř sira Johna, kterého nemá příliš v lásce. Před zbojníky tají, že je lady a před sirem Johnem tají, že je zbojnice. S Mudrcem a Nickem se seznámila tak, že je dostala do bryndy a pak jim pomohla. 

### Sir John
Neustále bojuje proti Nickovi a obírá svou neteř. Neví, že je zbojnice. 

### Giles
Syn sira Johna, který se učí lekce flirtování a sira Johna to velmi štve. 

### Ochutnávač
Chudák, který ochutnává pokrmy sira Johna. Vždy se tak bojí otravy, až dostane infarkt. 

### Terry
Strážce sira Johna. Nejhloupější strážce na světě. Pustí klidně i svižného Nicka převlečeného za dívku.

## Seznam dílů
1. Bez domova – Mudrc ztratí domov.
2. Únosy – Sir John unáší lidi.
3. Kalhoty – Mudrc zradí.
4. Superkůň – Sir John ukrade koně.
5. Lovec zbojníků – Lovec co loví učitele.
6. Banán – Netradiční valentýn.
7. Pod zámkem – Dee vzpomíná a jí papíry.
8. Prasečí vzrušení – Prase.
9. Šílená muka – Mučidlo vyrobené Mudrcem.

## Čeští herci v seriálu
- Marek Vašut
- Pavel Kříž